# Barry Brown (cestista)
Barry Gerard Brown jr. (St. Petersburg, 21 dicembre 1996) è un cestista statunitense.